# Сидоренко Олександр Васильович
Олекса́ндр Васи́льович Сидоре́нко (19 жовтня 1917, Новомикільське, Старобільська волость Харківської губернії — нині Міловський район Луганської області — 23 березня 1982, Аль-Джазаір, Алжир, загинув у катастрофі) — український і радянський геолог, державний діяч, міністр геології СРСР, член-кореспондент АН СРСР — 1953, академік АН СРСР — 1966, віце-президент АН СРСР — з 1975, Герой Соціалістичної Праці. Кандидат у члени ЦК КПРС у 1966—1976 роках. Депутат Верховної Ради СРСР 7—10-го скликань.

## Життєпис
Походив із селянської родини. 1932 року поступає на робфак Воронезького університету. 1940 року закінчив Воронезький університет, де навчався з 1934, здобув освіту геолога-мінералога. До 1941 року працював в університеті асистентом на кафедрі мінералогії, якою керував професор С. П. Попов.
В 1941—1943 роках — у лавах Радянської армії, поранений при обороні Сталінграда. Лікувався та одночасно викладав в Першому Ленінградському артилерійському училищі.
Протягом 1943—1949 років — на науковій роботі в Туркменській філії АН СРСР — старший науковий співробітник, завідувач відділу. Досліджував мінералогію та геохімію гідротермальних жильних родовищ Західного Копетдагу.
1945 року захистив кандидатську дисертацію.
У 1948 році надрукована складена за його участі Ґрунтова карта Туркменської РСР масштабу 1:1 000 000.
Старший науковий співробітник Інституту геологічних наук АН СРСР в Москві.
У 1950—1952 — заступник голови, з 1952 по 1961 — голова Президії Кольської філії АН СРСР в Апатитах.
1953 року до складу філії передана Мурманська морська біологічна станція, в 1956 році була реорганізована в Мурманський морський біологічний інститут.
1952 року захищає докторську дисертацію «До мінералогії та геохімії континентальних товщ пустелі Кара-Кум».
За його керівництвом у 1958—1960 роках здійснено переведення всіх лабораторій Кольської філії АН СРСР в нове наукове містечко.
Бере участь у 20-й сесії Міжнародного геологічного конгресу, в складі делегації відвідав пустельні маловивчені райони Центрально-Східної Мексики.
Перший заступник голови Державного комітету Ради Міністрів РРФСР по координації науково-дослідних робіт в 1961—1962 роках.
Міністр геології і охорони надр СРСР в 1962—1963 роках.
У 1963—1965 роках — голова Державного геологічного комітету СРСР. З його ініціативи в 1963 році створюється Всесоюзний НДІ економіки мінеральної сировини та геолого-розвідувальних робіт.
У вересні 1965 — січні 1975 років — міністр геології СРСР.
На початку 1966 року очолив створену ним секцію літології осадово-метаморфічних товщ Відділення наук про Землю АН СРСР.
Лауреат Ленінської премії 1966 року — за відкриття Ковдорського флогопітового родовища (в авторському колективі).
Очолював секцію наук про Землю АН СРСР.
1972 року за його ініціативи організовуються спільні роботи міністерства геології СРСР та Академії наук СРСР по найважніших питаннях науково-технічних проблем всесоюзного значення, створюється спеціальне конструкторське бюро геофізичного приладобудівництва при Сибірському відділенні АН СРСР.
З 1976 року — директор лабораторії осадових викопних АН СРСР.
Директор Інституту літосфери АН СРСР — з 1979 року.
Спеціаліст в царині геології та геоморфології пустель, процесах мінералоутворення в корі вивітрювання та пов"язаними з цими процесами корисними копалинами, комплексній оцінці мінеральної сировини та охороні навколишнього середовища. Розвинув новий науковий напрямок — літологія осадово-метаморфозованих товщин докембрію.
Нагороджений трьома орденами Леніна, орденами Трудового Червоного Прапора та Червоної Зірки.

## Серед надрукованих його праць
- «Знахідка піциту в керченських залізних рудах», 1944,
- «Мітридатити Керченського та Таманського півостровів» — 1945 (представляв академік О. Є. Ферсман),
- «Травертини в Туркменистані», 1948,
- "Про походження безстічних западин (на прикладі Бадхизу), 1952,
- «Дослід розшарування континентальних товщин Каракумів по складу гравійних частинок», 1955,
- «Про субтермальні води в Бадхизі», 1956,
- «Основні риси мінералоутворення в пустелі (на прикладі Каракумів)», 1956,
- «Вапнякові нашарування (каліче) в пустелях Мексики» (1958),
- «Дольодовикова кора вивітрювання Кольського півострова», монографія, 1958,
- «В країні древньої культури» (про пустелі Єгипту), 1959,
- «Деякі форми накопичення гідроокислів заліза як можливий показник умов формування заунгузької свити», 1960,
- «Про шарові текстури в метаморфічних товщах Кольського півострова», 1960,
- «Літологія та генетична класифікація еолових відкладень», 1961,
- «До питання про літології вивчення метаморфічних товщ», монографія,
- «Геологія — наука майбутнього», 1964,
- «Слово до молодих геологів», 1964,
- «Про імовірні осадові аналоги амфіболітів», 1968,
- «Про єдиний історико-геологічний принцип вивчення докембрію та постдокембрію», 1969,
- «Про „вуглецеве дихання“ докембрійських графітомісних шарів», 1970,
- «Деякі питання геохімії зони гіпергенезу» — разом з академіком АН БРСР К. Г. Лукашовим, 1971,
- «Пара- та ортоамфіболіти докембрію», монографія з співробітниками, 1972,
- «Про фації регіонального метаморфізму та первісний склад порід», 1972,
- «Осадова геологія докембрію та її значення для пізнання до палеозойської історії Землі», 1975.

Під його редакцією вийшли:
- чотири випуски «Проблем осадової геології докембрію» — 1966, 1967, 1971 та 1975 роки,
- монографія Георгія Дзоценідзе «Вплив вулканізму на утворення осадів» — 1965,
- російський переклад книги П. Дж. Піенаара «Докембрійські ураноносні конгломерати Онтаріо», 1967,
- колективна монографія «Поверхні вирівнювання та кори вивітрювання на території СРСР» — з П. П. Герасимовим.

## Сім'я
Дочка Світлана — геолог, учений секретар Інститут проблем нафти і газу РАН.